# 加藤俊彦
加藤 俊彦（かとう としひこ）は、日本の演奏家。神奈川県出身の神楽師。神奈川県横浜市の出身・在住。東京芸術大学卒業。

## 人物
里神楽では笛、太鼓、大拍子、舞を担当。派手な演奏が特徴。神楽にとどまらず、日本の祭りのリズムを取り入れた音楽を作曲し、わかりやすい邦楽を広める活動を行なう。またポップスやジャズなど様々なジャンルの演奏家とも共演をしている。海外に滞在する日本人にむけた伝統芸能の体験や普及活動、被災地復興支援に積極的に取り組んでいる。
ビール好きで、飲む事を仕事にしたいと日頃から話している。Beerersという芸大卒業生のユニットを組み、たくさんのメーカーの曲を演奏している。
また、特定非営利活動法人里神楽・神代神楽研究会において、チーム「Wazaogui」を作り、神道の八百万の神の感覚は、お釈迦様、キリスト様、様々な国の神様も含まれるという考えや、神道のルーツを探るため、シルクロードにおける伝統芸能の研究をベリーダンスなど様々な分野と共演をするイベントも行っている。
- 特定非営利活動法人里神楽・神代神楽研究会設立代表者
- 里神楽加藤社中 家元

## 活動
地域の子供達を集め、被災地に向けたチャリティーコンサートを行い、その収益を物資に替えて被災地に持って行き、たくさんの寄付をしている。(被災地の主な演奏場所 花見山公園。協力　花見山を守る会　サルーキ=　鈴木麻衣)
橘樹神社 神楽でござる！では 横浜市岩間市民プラザと協力し、横浜市・保土ヶ谷に伝わる神楽の普及公演を行っている。(後援：神奈川新聞、横浜市文化観光局／取材：NHK)

## 来歴
- 2005年、里神楽加藤社中の家元になる。
- 2006年、8世野村万蔵3回忌追善公演｢唐人相撲｣国立能楽堂に出演。サンフランシスコ国際交流公演（共演者大倉正之助など）
- 2009年に結成された「横浜港開港150周年里神楽・神代神楽研究会特別公演」（神奈川新聞後援）を主宰し代表者になる。日蘭貿易400年記念公演（吉村輝章など）
- 2011年、里神楽・神代神楽研究会がNPO法人の認証を受けて特定非営利活動法人里神楽・神代神楽研究会となり、代表に就任。電子書籍「物語船弁慶」を発表
- 2012年、Japan Expoにて、さくら姫の舞を披露し、被災地復興にむけた話題を集める。
- 2013年、シンガポール日本人大使館後援など、様々な協力をうけ、シンガポール公演を行う。（特定非営利活動法人里神楽・神代神楽研究会主宰）
- 2015年、腹筋ワンダーコアCM出演
- 2016年、中国にて日中交流公演、大倉正之助章紅艶など。ゆず(音楽グループ)20周年記念東京ドーム公演に出演
- 2017年、ベトナムにて、日越大学、FPT大学で公演活動を行う。池上本門寺豆まきゲスト

## 作品
舞
- さくら姫の舞（復興の舞） ： 被災地の桜が再び咲く事を祈念し、従来の神楽の舞をさくらさくらのリズムにのせて奉納する。
- 夏宵酔柳宴 〜なつのよいのやなぎのうたげ〜 ： ベリーダンスと神楽のコラボ。

CD iTunes
- おとぎ〜変わらぬ愛〜 ： 石橋 さくらさくら ほか
- 國喜屋〜火の元ご用心の段〜
- 甘茶でかっぽれ!! かっぽれ　深川　奴さん　梅は咲いたか

電子書籍
- 物語「船弁慶」 ： 能の詞章を口語訳と英語に変換できる電子書籍を発表

## 参照
- 加藤俊彦プロフィール
- 特定非営利活動法人里神楽・神代神楽研究会　加藤俊彦プロフィール